# Боголюбский монастырь
Боголю́бский монасты́рь Рождества́ Богоро́дицы (c XIX века в честь явле́ния Боголю́бской ико́ны Бо́жией Ма́тери) — женский православный монастырь в посёлке Боголюбово Суздальского района Владимирской области (Владимирская и Суздальская епархия Русской православной церкви).
Монастырь занимает территорию дворца-замка Андрея Боголюбского — единственного гражданского здания домонгольской Руси, дошедшего до нашего времени хотя бы частично.

## Боголюбский замок
Владимиро-суздальский князь Андрей Юрьевич Боголюбский (второй сын ростово-суздальского князя Юрия Владимировича Долгорукого) около 1158 года основал здесь загородную резиденцию — «град камен» Боголюбово, в котором также воздвиг храм в честь Рождества Богородицы. Позднейшие источники объясняли выбор места волей Богоматери, либо чрез Владимирскую икону, либо при её явлении князю Андрею (см. Боголюбская икона Божией Матери).
Ансамбль княжеской резиденции включал в себя, помимо храмов, двухэтажный каменный дворец и каменный киворий; замок был ограждён каменными стенами. «Другого столь значительного комплекса белокаменных зданий мы в домонгольской Руси не знаем», — констатирует Сергей Заграевский. Замок до 1950-х годов считался утраченным, пока Николай Воронин в 1954 году не обнаружил лестничную башню и переход на хоры, соединяющий башню с собором Рождества Богородицы. В XVIII веке над лестничной башней была надстроена шатровая колокольня. Белокаменный храм Рождества Богородицы рухнул в 1722 году, но в 1751–1758 годах был построен вновь. В настоящее время собор находится в совместном ведении Русской православной церкви и Владимиро-Суздальского музея-заповедника.

## История монастыря
Князь Андрей был убит в своём замке. Предполагаемое место убиения князя Андрея, находящееся под лестницей лестничной башни, сохранилось до настоящего времени. Вероятно, во искупление этого злодеяния и был основан в Боголюбове монастырь. Николай Воронин высказал предположение, что монастырь на территории замка был устроен при преемниках Андрея, в начале XIII века, однако ранние сведения об истории обители очень скудны и датируются гораздо более поздним временем. В академических списках древнерусских монастырей он не числится.
По грамоте царей Иоанна и Петра Алексеевичей 1687 года обитель стала патриаршим домовым монастырём; в 1753 году — синодальным; позднее перешёл в ведение владимирских архиереев; с 1882 года до закрытия управлялся викариями Владимирской епархии. При учреждении штатов в 1763 году монастырю был усвоен 3-й класс, в 1872 — 2-й, в 1891 году — 1-й. Огромный, грузный собор в честь Боголюбской иконы Божией матери возведён в 1855—1866 годах в «русско-византийском стиле» по проекту его основоположника, Константина Тона.
В 1921—1923 годы настоятелем был викарий Владимирской епархии епископ Ковровский Афанасий (Сахаров).
3 июня 1923 года монастырь был закрыт; 17 сентября того же года президиум Владимирского уездного исполкома принял решение о передаче всего имущества бывшего монастыря уездному и волостному исполкомам; постановлением того же исполкома от 21 декабря и Владимирского губземуправления от 8 января 1924 года ансамбль бывшего монастыря со всем имуществом передавался в ведение музейного отдела.

## Список настоятелей и настоятельниц
Этот список взят из летописи игумена Аристарха, составленной в 1767 году. Все имена игуменов до XVI века известны только по этому сочинению и историческими документами не подтверждаются.
1. Сергий
2. Никон
3. Симеон
4. Алексий
5. Онисим
6. Макарий
7. Иоанн
8. Захарий
9. Макарий
10. Матфей
11. Дорофей
12. Иоанн
13. Герман
14. Игнатий
15. Марк
16. Иосиф
17. Симон
18. Прохор
19. Феодосии
20. Калистрат
21. Пафнутий
22. Симеон
23. Евфимий, произведён архимандритом.
24. Киприан
25. Каллистрат
26. Иов, произведён архимандритом.
27. Кассиан, произведён архимандритом.
28. Никифор
29. Мартирий, произведён архимандритом.
30. Антоний
31. Герасим
32. Максим, произведён архимандритом.
33. Даниил
34. Иосиф
35. Глеб
36. Мисаил
37. Роман
38. Вассиан
39. Мартирий
40. Феодосий (†1506)
41. Иосиф (1506 — †1515)
42. Варлаам (1515 — †1530)
43. Симеон (1530 — †сентябрь 1538)
44. Геласий (1538 — †1548)
45. Гурий (1548—1550) (посвящён в архимандрита и переведён в другой монастырь)
46. Феодосий (1550 — †1554)
47. Александр (1554 — †1566)
48. Максим (1566 — †1578)
49. Тихон (1578 — †1585)
50. Мисаил (1585 — †1591) (или Михаил)
51. Трифон (1591 — †1594)
52. Прохор (1594 — †1598)
53. Нифонт (1598 — †1599)
54. Иов (Кайсаров) (1599 — †1605)
55. Савватий (1605 — †1615)
56. Евфимий (1615 — †1622)
57. Пафнутий (1622 — †1631)
58. Иосиф (1631 — †1631)
59. Елисей (1631 — †1635)
60. Савватий (1635 — †1638)
61. Евфимий (1638 — †1644)
62. Кирилл (1644 — †1648)
63. Филарет (1648 — †1654)
64. Левкий (1654 — †1660)
65. Петр (1660 — †1665)
66. Нектарий (1665 — †1667)
67. Филарет (1667 — †1673)
68. Никон (1673—1678)
69. Игнатий (1678 — †1684)
70. Ипполит (1684 — †1695) (по другим источникам — †1692)
71. Дионисий (1695 — †1696)
72. Иоасаф (Картычевский) (1696—1697)
73. Иоасаф (1697—1699)
74. Гедеон (1699—1702)
75. Иосиф (1703 — †1704)
76. Иоаким (Печерский) (1705 — †1711)
77. Сергий (1711 — †1712)
78. Арсений (1712 — †1717)
79. Аверкий (1717—1720) (был взят в Тайную канцелярию)
80. Иоанникий (1720—1725) (Войков) (также взят в Тайную канцелярию)
81. Авраамий (1725—1728) (Любецкий игумен; возвращён в свой Любецкий монастырь)
82. Аверкий (1728 — †1739) (освобожден из заточения)
83. Михаил (1740—1749) (посвящён в 1740 году во игумена, из Флорищевой пустыни)
84. Иннокентий (1749—1749) (тайно уехал в Киев)
85. Матфей (1749—1750) (из Волосова монастыря)
86. Иннокентий (1750—1753) (вновь возвращён, но в 1753 году выслан из монастыря в Синодальную контору)
87. Варлаам (1753—1753) (в том же году снят и переведён во Владимирский Богородице-Рождественский монастырь «в клиросное послушание»)
88. Симон (1754—1754) (иеромонах, снят с должности)
89. Симеон (1754—1758) (назначен из иеромонахов Архиерейского дома; по прошению уволен в Киев, так как родом был из Малороссии)
90. Михаил (1758—1762) (по прошению уволен в Грузию, так как родом был грузин)
91. Аристарх (1762−1767) (составитель монастырской летописи)
92. Мефодий (14—18.02.1767) (из иеромонахов Цареконстантиновского монастыря, уволен)
93. Исаакий (18—26.02.1767 (уволен)
94. Иринарх (1767 — †1773)
95. Киприан (1773 — †1775)
96. Феофилакт (1775 — †1776)
97. Парфений (1777 — †1786)
98. Аристарх (1780)
99. Евгений (1786—1789)
100. Митрофан (1789—1793)
101. Иосиф (Чапужников) (1793—1795)
102. Филарет (1795—1802)
103. Вениамин (1802—1803)
104. Анатолий (1804 — †1809)
105. Августин (1809—1818)
106. Аркадий (Фёдоров) (1818—1823)
107. Иероним (Малицкий) (1823—1824)
108. Никодим (Быстрицкий) (16 февраля 1825 — 23 декабря 1827)
109. Феоктист (Орловский) (1827 — †1829)[6]
110. Агапит (1829—1834)
111. Феофил (1835 — †1856)
112. Иероним (Малицкий) (1857 — †1865)
113. Даниил (1866 — †1882)
С 1882 года монастырь поступил в ведение викарных архиереев и в течение 10 лет, вплоть до 1892 года, на месте им управляли сами епископы. С 1892 года назначаемы были вновь архимандриты в управление монастырем, которые именовались наместниками (так как настоятелем назначался викарный епископ).
114. Варлаам (18.03.1892 — 06.09.1905 (на покое)
115. Паисий (1905—1912)
116. Вениамин (18.05.1912 — 1916)
117. Александр (28.05.1916 — июль 1920)
118. Афанасий (Сахаров) (июнь 1921—1923)
119. Иероним (Деркач) (1991—1997)
120. Петр (Кучер) (1997—2010)

### Игуменьи
| № | Фото | Имя                  | Годы      |                  |
| - | ---- | -------------------- | --------- | ---------------- |
|   |      | Иулиания (Подолянко) | 1997—1998 | игумения         |
|   |      | Антония (Шаховцева)  | 1998—2020 | игумения         |
|   |      | Руфина (Солоницкая)  | 2020—2025 | игумения         |
|   |      | Лукиана (Фролова).   | 2025—     | игумения (и. о.) |

## Возрождение монашеской жизни
В 1991 году часть зданий была передана монашествующим во главе со схиигуменом Никодимом. 14 января 1997 года по решению священноначалия сюда были переведены 60 сестёр из Задонского Спасо-Преображенского монастыря; возникли два монастыря: мужской и женский. После этого началась активное возрождение монастыря.
Собор Боголюбской иконы Божией Матери был полностью оштукатурен, проведено паровое отопление. В соборе повешены паникадила: центральное весом около 2 т и девять малых боковых; гранитом и мрамором выложен пол, белым мрамором — солея, алтарь, престол, жертвенник и горнее место. Отреставрированы росписи, в 2002 году изготовлен новый трёхъярусный резной позолоченный иконостас. Возведены хозяйственные постройки, посажен фруктовый сад, отреставрированы келейные корпуса. Есть швейная, иконописная, столярная мастерские. Праздничным звоном оглашают окрестности колокола весом 1050, 2500 и 8000 кг. На святом источнике у стен монастыря выстроена часовня и две купели (монашеская и мирская).
Возрождена традиция крестного хода с Боголюбской иконой Божией Матери, установленного в XVIII века, в память чудесного прекращения по молитвам перед образом страшного морового поветрия. Крестный ход из города Владимира в Свято-Боголюбский монастырь совершается ежегодно 1 июля — в день празднования Боголюбской иконы Божией Матери.
Силами и средствами Свято-Боголюбского монастыря завершено строительство подворья в урочище Спас-Купалище Судогодского района, расположенного возле впадения реки Судогды в реку Клязьму. Начиная с 2001 года, по благословению архиепископа Владимирского и Суздальского Евлогия на пустом месте был возведён целый монастырский комплекс с келейным корпусом и хозяйственными постройками, обустроен чудотворный источник, сейчас закончено восстановление Спасо-Преображенского храма, в котором возобновлены богослужения.

## Архитектурный ансамбль монастыря
- Церковь в честь Рождества Пресвятой Богородицы (1751—1758)
  - Остатки дворца Андрея Боголюбского (1158—1165)
- Благовещенская церковь с трапезной (1683, перестроена в 1804)
- Собор в честь Боголюбской иконы Божией Матери (1855—1866, архитектор Константин Тон)
- Надвратная церковь Успения Божией Матери с колокольней (1841)[3][9]

- Фотографии
- Богородице-Рождественская церковь и остатки палат Андрея Боголюбского (нижние ярусы колокольни)
- Благовещенская церковь
- Боголюбский собор
- Надвратная церковь Успения Божией Матери с колокольней